# Медвин (Білоцерківський район)
Ме́двин — село в Україні, центр Медвинської сільської громади Білоцерківського району Київської області, розташоване за 70 км від районного центру — м. Біла Церква. Населення становить 2628 осіб.

## Географія
На півдні село межує з селом Писарівка, на південному сході з селом Хижинці Звенигородського району Черкаської області, на сході з селом Щербашинці, на півночі з селом Дібрівка та на заході з селом Побережка.
За адміністративними поділами: з XVII століття— Брацлавський, з XIX століття— Канівський повіт, з 1923 року — Медвинський район Корсунської, з 192 року — Білоцерківської округи, з 1930 року— Богуславський, з 1962 року — Таращанський, з 1965 року— Миронівський, з 1966 року— знову Богуславський район, з 2020 року— Білоцерківський.
З 30 травня 2017 року центр Медвинської об'єднаної територіальної громади.

## Історія

### Стародавні часи
Територія Медвина та його околиць, як свідчать археологічні дослідження та численні знахідки краєзнавців, була заселена з часів трипільської культури (кінець VI— початок III тисячоліття до н.д.). Наявність залишків посуду, керамічних фігурок, наконечників стріл, деталей кінської упряжі, кісток, монет, скіфські кургани свідчать про якщо і не неперервне, то регулярне проживання наших далеких предків— фракійців, скіфів, сарматів, гуннів тощо. Тут розкопані кургани доби бронзи (II ст. до н.д.), виявлено поселення та досліджено курган ранньоскіфського періоду (кінець VII ст. до н.д.). Центр первинного слов'янського городища X—XII століть, з якого виросло нинішнє нині село, розташовувався на Святій горі— нинішня південно-східна частина його Миколія, з часом межі рухалися на північний захід до Чорного шляху, аж поки не зайняли теперішнього положення. Існує легенда про походження назви села, яка виникла ніби за часів князя Володимира (Святославовича), коли на цьому місці розташовувалася князівська медуша— сховище запасів меду та вина.

#### Легенда
|  | Бенкети Володимира Великого, на яких поряд з вельможами пригощались жебраки і каліки, відбувались не лише в Києві, а й в інших містах. У передмістях Київських князь тримав запаси напоїв, так звані «медуші», медосховища, i одно з них у цьому місці. Перекази говорять, буцімто незабаром первісне місто, що мало кам'яні будівлі, залишки яких помітні на узвишшях, що на південь і північ від Медвина простягаються, зазнало страшного розорення від татар, які винищили вогнем і мечем все, що можна було знищити; що сто років після спустошення Медвин залишався самгородом, тобто містом без мешканців; що ті, кому довелось проходити повз нього вночі, чули виття і ридання і неодмінно блудили луками, ведені злою силою; що опісля, для повного щастя роду людського, настав мор людей, тому довго ніхто не наважувався заглянути в самгород, зарослий дрімучим лісом, аж поки відьма Касянка не «оборала» самгород півнями і не прогнала з нього все зло; що люди, повернувшись до самгорода, знайшли таємний погріб, наповнений медом та вином ще з часів Володимира Великого, i що вся громада, яка там зібралася, втративши глузд від сп'яніння, побила посуд з напоями, які наповнили струмок до такого стану, що охочі черпали мед і вино в суміші прямо зі струмка відрами. |

У XIII столітті під час монголо-татарської навали Медвин було вщент зруйновано.
У 1362 році Медвин ввійшов до складу  Великого князівства Литовського, а з 1569 року він разом з Богуславом потрапив під владу  Речі Посполитої. Як видно з люстрації 1615 року, його населення не виконувало повинностей на користь старости, а відбувало військову службу в Богуславському полку. За королівськими привілеями 1620 і 1655 рр. Медвин дістав Магдебурзьке право. Місто мало власні землі і управлялося старостами і суддями, обраними населенням.
За Л. Похілевичем Медвин на початку XVI століття вважався передмістям Богуславля і від нього залежав у господарських своїх справах. Є подячний адрес Богуславського Приказу 1520 року, даний медвинському купцеві Ярошину за похвальне управління справами передмістя. Але П. Г. Клепатський сумнівається в наведеній даті — 1520 рік, він вважає, що трапилася помилка: не 1520, а 1620.
Поблизу Медвина, в урочищі Черкес-долина відбувалися сутички між селянсько-козацькими загонами під проводом Северина Наливайка (1596 рік), П. Павлюка і К. Скидана (1637 рік) та польськими військами.
Із тяжби, яку в кінці XVIII століття вели медвинські жителі, через своїх уповноважених: Туранськаго, Томашевськаго і Левітського з призначеними власниками, виявляється, що Медвин ще в XVII столітті вважався вольним містом, користувався правом розпоряджатися своїми землями, обирав для себе старост і суддів, що зазначалось і в королівських привілеях 1620 і 1655 років.
Під час визвольної війни 1648–1657 рр. під проводом Богдана Хмельницького Медвин був визволений з-під влади Польщі і став сотенним містом Корсунського полку. У 1654 році все населення міста присягнуло на вірність Московській державі. В 1664 році в Медвині протягом чотирьох тижнів витримували облогу російські війська на чолі з воєводою Григорієм Косаговим та козаки під командуванням лубенського полковника Гамалії. Втративши в боях під Медвином велику кількість вбитими і полоненими, польські загони відступили.
Після Андрусівського перемир'я 1667 року Медвин знов відійшов до Польщі. Почастішали напади на Правобережну Україну, у тому числі і на Медвин, кримських татар. У 1674 році московське військо і козацькі полки на чолі з гетьманом Лівобережної України Іваном Самойловичем розбили під Медвином сердюків гетьмана Правобережної України Петра Дорошенка і татар.

Вид на центр села від Святої гори. 1969 рік.

Населення Медвина брало активну участь у визвольній боротьбі на Правобережній Україні під проводом Семена Палія. В 1685 році місто було визволене з-під польської шляхти козацьким військом на чолі з полковником Самійлом Самусем.
Однак після Прутського миру 1711 року у Медвин повернулася польська влада. В 1741 році в місті налічувалося 120 дворів. Польський уряд скасував його права на самоврядування. Богуславські старости примушували жителів відбувати численні роботи на користь замку і сплачувати великі податки, привласнювали міські землі та силою відбирали продукти. За люстрацією 1763 року, 157 дворів сплачували богуславському старості чинш, житній осип, ставкове, поколісне та інші платежі на суму 8739 злотих. Лише 4 незакріпачених і 5 слобожанських дворів були звільнені від повинностей.
Медвинці брали активну участь у гайдамацькому русі, що розгорнувся в Україні у XVIII столітті Під час Коліївщини 1768 року через місто пройшов загін гайдамаків на чолі із Максимом Залізняком.
У 1774 році Медвин Річчю Посполитою був переданий у власність її королю Станіславу Августу Понятовському, через три роки у складі Богуславського староства він був подарований польським королем його племіннику Станіславу Понятовському, а в 1793 р. перейшов у власність другого племінника Юзефа Понятовського.
За люстрацією 1789 року, у Медвині вже не було незакріпачених дворів. Усі 366 дворів мали відробляти 304 тяглі і 2886 піших днів, сплачувати косове, ставкове, поколісне, медове, воскове, житній осип, чинш та інші побори на суму 17 064 злотих.
У скаргах медвинських повірених, в 1792 році у Варшаві до головного Королівського і Речі Посполитої трибуналу записаних, зазначено, що після того, як відібрано у мешканців право обирати собі старост, призначені від короля старости почали утискувати жителів податями і роботами, міські землі стали називати своїми, відібрали на свою користь питні відкупи, примушували вільних мешканців вартувати біля дворів старостових чи питних, або збирали на це гроші, вимагали міщан в послугу дворову, силою відбирали продукти та птицю і обтяжували різноманітними накладами. Тому медвинці прохали відновити міське самоврядування, повернути землі місту, люстрації 1765 і 1789 років ліквідувати, питний відкуп віддати місту, присудити з вельможних старост стягти збитки. Хоча внаслідок цього прохання викликано було на суд до Варшави старосту Богуславського і Медвинського, Ржевутського, та суд не відбувся через черговий розділ Польщі. Папери, що відносяться до цієї справи, зберігалися довгий час в місцевій церкві як історичні пам'ятки, а в 1859 році були затребувані місцевою владою для знищення.
У 1792 році медвинці подали кілька скарг до королівського трибуналу, у яких писали про утиски з боку старост і вимагали відновити міське самоврядування та повернути місту його землі. Проте ці скарги лишились без розгляду.
Після другого поділу Польщі (1793 рік) Медвин увійшов до складу Російської Імперії. У 1798 році він разом з Богуславським ключем був проданий князем Понятовським графу Франциску Ксаверію Браницькому за 4 млн злотих. Населення Медвина, як і всього Богуславського ключа, відробляло по 3 дні панщини на тиждень. Крім того, селяни мали виконувати ряд робіт на користь власника та сплачувати йому натуральну данину (давати певну кількість каплунів, курей та яєць залежно від розряду господарства). За найменшу провину селян тяжко карали: били різками, садовили в холодну, заковували в колодки, а часто й забивали до смерті. У 1845 році в Медвині було понад 800 дворів та 2675 ревізьких душ, у тому числі 2455 кріпаків та 220 вільних. Населення займалося землеробством, садівництвом, бджільництвом.

### Друга половина XIX— початок XX століття

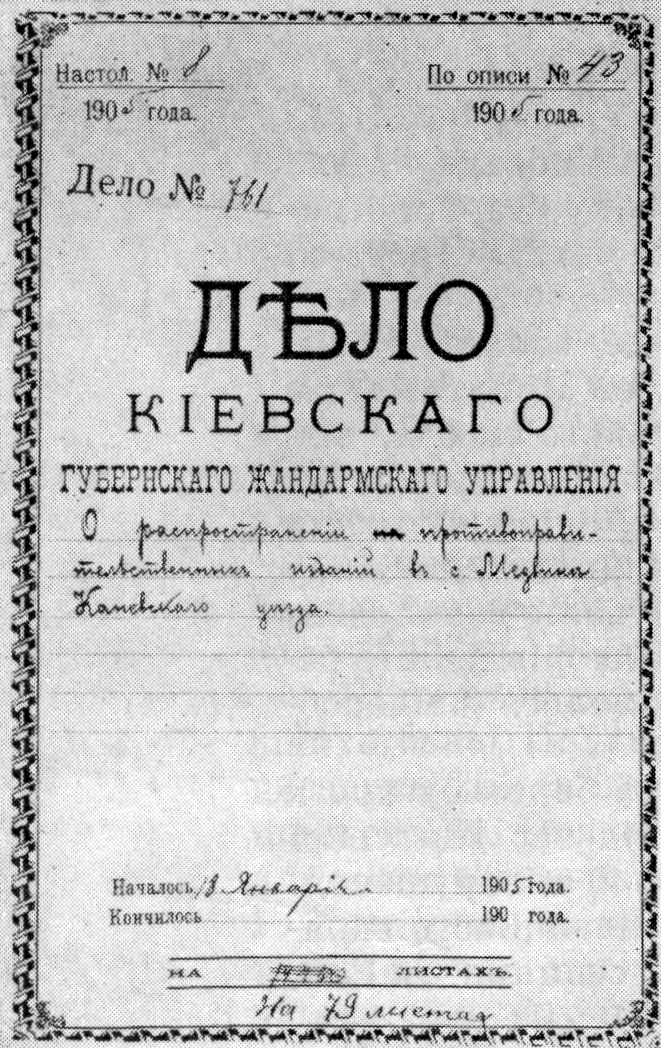
Обкладинка справи Київського жандармського управління про розповсюдження пореволюційної літератури у селі Медвин в 1905 році.

У перші роки після відміни кріпацтва в 1861 році медвинці знову мали сутички за так звані займища (місця серед полів і лісів, на яких мешканцями закладені власною працею сади і пасіки), які економія намагалася обкласти особливими підвищеними податками або витіснити з них селян. Та, на щастя, супроти домагань цих мешканці знайшли захист у головного губернського начальства; а на основі викупної угоди 1863 року вони придбали при сприянні уряду у власність 1083 десятини садибної і 2569 десятин польової землі за 218 920 рублів сукупно з додатковою платою, яку керівники маєтків власника не захотіли пожертвувати збіднілим селянам, і тим покладено було край подальшим непорозумінням.
У 1871 році Медвин став волосним центром. На той час у селі були винокурний і цегельний заводи та 5 водяних млинів. У 1900 році тут вже діяли 2 цегельні заводи, 9 кузень, 2 кінноприводні млини і 45 вітряків. Значного розвитку набуло борошномельне виробництво. у 1876 відкрито однокласне народне училище, 1884 та 1888 — по церковно-приходській школі при Успенській та Миколаївській церквах, 1910 — чотирикласне міністерське міське училище.
19 травня 1905 року в Медвинській економії на знак протесту проти мізерної оплати праці почався страйк. Близько 200 селян, які працювали тут за наймом, пред'явили управителю вимоги про збільшення заробітної плати. Вони вирушили у сусідні Мухоїдську, Дібровську і Софіївську економії, де також припинилися роботи. Страйк тривав 2 дні. Активними його учасникам були К. Я. Осауленко, Й. і Л. Капиці, И. М. Голосний та інші селяни. Страйк придушили силою. Частину селян заарештували і 13 з них віддали до суду.
Мешканці Медвина брали участь у подіях 1905, 1907 та 1917 років — проводили мітинги, сходки з економічними та політичними вимогами до влади, спалили економію, розповсюджували прокламації та більшовицьку літературу, але основна маса населення негативно ставилася до більшовиків.
Часті зміни влади 1917—1918 років викликали спротив населення, і у квітні 1919 року після переходу влади до більшовиків у Медвині та Ісайках виникла самостійна республіка. Повстанці протестували проти більшовицького ладу та його продрозкладок. За допомогою полку угорця Рудольфа Фекете батальйоном Київського повітового військкомату повстання було придушене. 20 серпня 1920 року у відповідь на чергову продрозкладку та мобілізацію до більшовицького війська Медвин знову повстав, створивши Медвинську республіку, що протрималася місяць і була розгромлена загоном армії Будьонного. Третина помешкань села при цьому була спалена, у тому числі і Успенська церква, священика якої з сім'єю замордували.
13 жовтня 1920 року за нібито пограбований обоз будьонівці взяли заручниками 80 ні в чому не винних медвинських хлопців та чоловіків віком 18-25 років — і вбили їх біля Ковтунового лісу, що за 1,3 км на південь від села. На місці злочину медвинці зібрали скроплену кров'ю землю і насипали могилу, на якій встановили хрест, пізніше — гранітний пам'ятник, який стоїть і нині.
Після окупації міні-республіки більшовики ще два десятиліття вишукували і знищували в Медвині всіх, хто хоч якось був причетним до повстання. Загалом за цей час у Медвині радянська влада знищила понад 6000 осіб.
Узимку 1921 року більшовики провели повний розподіл землі, а з наступного року утворенням ТОЗ і ТСОЗ розпочалася колективізація, завершена навесні 1934 року.
7 березня 1923 року було створено Медвинський район (існував до 1930 року), до складу якого увійшло 12 навколишніх сіл та два хутори. У районі налічувалося 7794 господарства та 31 800 мешканців.
Під час організованого радянською владою Голодомору 1932—1933 років помер щонайменше 501 житель села. Під час колективізації в Медвині створено новий колгосп (імені Й. Сталіна, 1931 рік), МТС (1933 рік), організовано робітфак (1932 рік), відкрита нова середня школа (1934 рік). У 1937—1938 роках було репресовано понад 100 медвинців, дев'яносто відсотків з них розстріляно. Повернулися в село одиниці. Пізніше всіх репресованих реабілітували.

### Друга світова війна

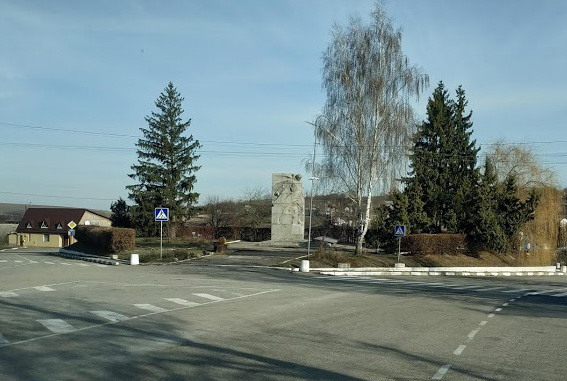
Пам'ятник воїнам-односельцям що загинули на фронтах Другої світової війни, село Медвин

З 27 липня 1941 по 27 січня 1944 року тривала нацистська окупація Медвина. За цей час було закатовано 228 мешканців, 470 юнаків та дівчат вивезено на примусові роботи до Німеччини, зруйновано багато будівель, зокрема колгоспних та культурно-побутових. На фронтах воювало 1007 жителів Медвина, 552 з них загинули. На вшанування їх у центрі села споруджено меморіальний комплекс.
У Медвині діяв осередок ОУН (б) під проводом Івана Федоровича Сарапуки, який загинув у бою з нацистами 1943 року в Медвині.
У повоєнні роки розпочалася відбудова села силами вдів, інвалідів і сиріт при основній тягловій силі — коровах.
Вже у 1944 році відновила роботу лікарня, почали працювати середня, 2 неповні середні і початкова школи, у яких навчалося 688 учнів. Відкрили двері клуб і бібліотека, у 1948 році — видав першу продукцію новозбудований плодоконсервний завод, наступного року запрацював радіовузол.

### Друга половина ХХ століття
У 1950 році чотири медвинські та дібрівський колгоспи об'єднано в одне господарство, у 1954 році розпочалася електрифікація села.
У 1962 році відкрито новий Будинок культури, через рік випечено першу паляницю на власному хлібозаводі. У 1972 році почав працювати міжколгоспний комбікормовий завод. В 1965 році у пристосованому приміщенні відновилося богослужіння у Миколаївській, а в 1997 — і в Успенській церквах.
За роки незалежності України проведено розпаювання землі та майна КСП «Медвинське». Нині на приватизованих землях працюють декілька фермерських, приватно-орендних та інших форм господарств. Діє ПП «Цефея» з виробництва меблів на замовлення. Відкрився філіал товариства «Спецодяг України» з пошиття одягу. Працюють цегельний завод, ТОВ «Медвинське хлібоприймальне підприємство». АЗС, Медвинське лісництво.

## Населення

### Мова
Розподіл населення за рідною мовою за даними перепису 2001 року:
| Мова            | Кількість | Відсоток |
| --------------- | --------- | -------- |
| українська      | 3724      | 99.33%   |
| російська       | 23        | 0.61%    |
| білоруська      | 1         | 0.03%    |
| інші/не вказали | 1         | 0.03%    |
| Усього          | 3749      | 100%     |

## Історичні пам'ятки

### Сакральні споруди
- Свято-Миколаївський храм[4].
- Свято-Успенський храм. Свято-Успенський храм у Медвині (Білоцерківському районі) є релігійною спорудою, яка знаходиться в цьому населеному пункті. Храм присвячений Успенню Пресвятої Богородиці, яке є одним з великих християнських свят. Зазвичай він є місцем для проведення релігійних служб, обрядів, молитов та інших подій, пов'язаних з віруваннями та практиками православної громади.
- Спаський храм (в центрі села, завершується будівництво).
- Медвинська міністерська школа збудована 1910 року.

## Пам'ятки монументального мистецтва

### Меморіали, пам'ятники
- Пам'ятник Тарасові Шевченку встановлено у 1967 році. Автор - Олійник О.П., матеріал - цемент, цегла, склобетон.[5]
- Два пам'ятники односельцям, загиблим під час німецько-радянської війни 1941—1945 років.
- Пам'ятний знак на честь Медвинської республіки 1920 року (встановлено у 2000 році).
- Хрест на місці жорстокої розправи більшовиків над молодими медвинцями, встановлено на південь від села біля Ковтуного ліса.

## Пам'ятки природи
З навколишніх урочищ пам'ятні місця:

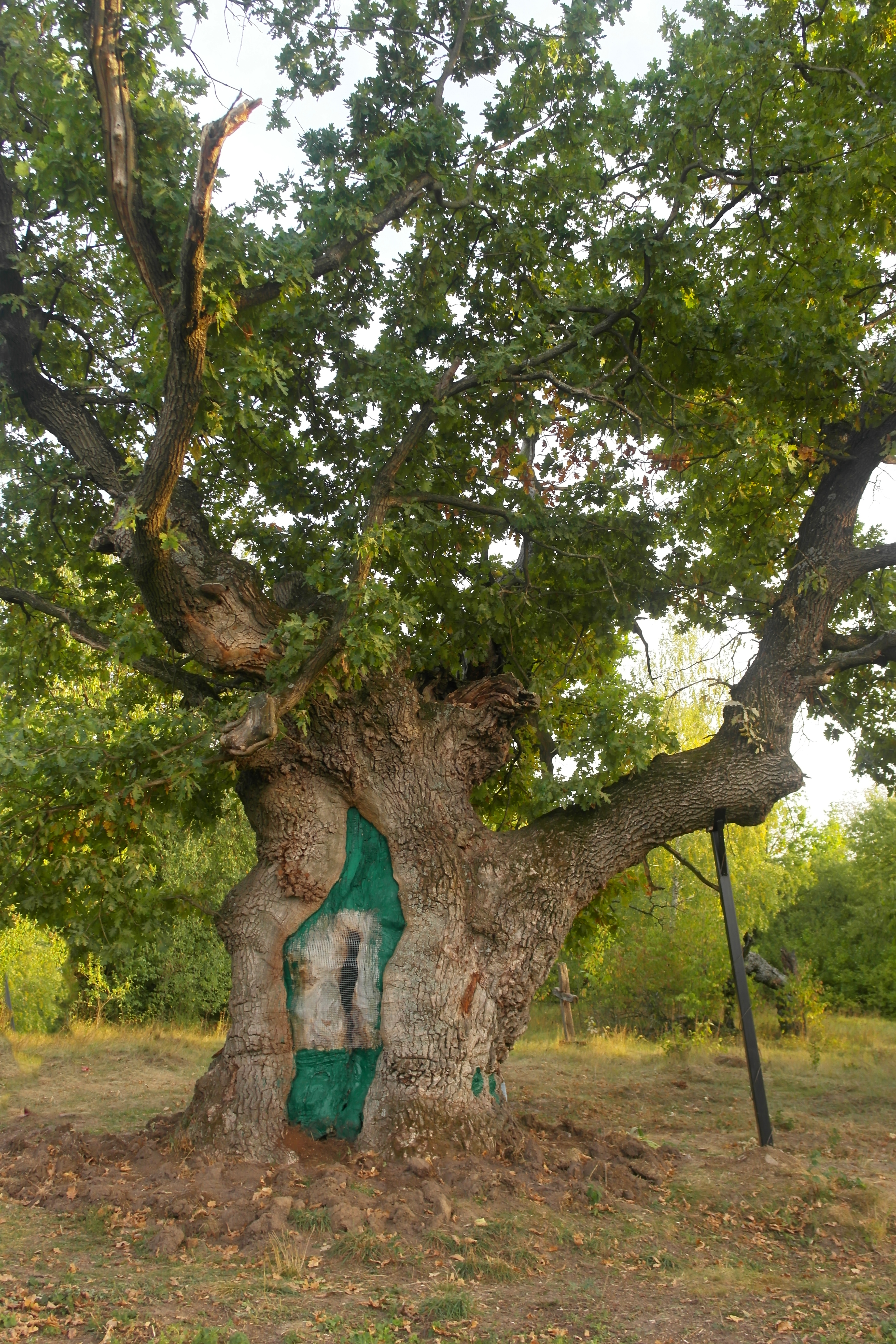
Медвин дуб

- Черкес-долина (нині Поділ) за 2 км на північ від села, з якою пов'язані перекази про битви з татарами;
- Тотохи — древні земляні насипи штучного походження за 1 км на південь від села, поблизу від яких знаходились трипільські і скіфські поселення, а також, за версією О. С. Іванченка, там була легендарна столиця русичів Голунь. Тотохи потрапили у перелік 7 містичних місць України 2015[6], а ще цю гору називають одним з «пупів Землі» та за її енергетикою порівнюють з Алтаєм, Байкалом, Тибетом[7];
- Савур-могила, поблизу дороги на Красногородку, за 2 км на захід від Медвина;
- Свята гора, південна околиця села, на якій за легендою знаходилось місто-попередник Медвина;
- Грибів берег, Вовча гора, Юшків ліс, Гапчине поле та десятки інших.

В селі також зростає ботанічна пам'ятка природи місцевого значення «Медвин дуб».

## Відомі люди
- Гребініченко Григорій Іванович — український співак (тенор), Заслужений працівник культури України. Навчався у місцевій школі.
- Мельниченко Володимир Юхимович — історик, лауреат Державної премії ім. Т. Г. Шевченка.

### Народилися
- Бочаров Олександр Вікторович (30 січня 1975 — 25 травня 2016, смт Зайцеве, Донецька область) — солдат Збройних сил України, механік-водій 53-ї окремої механізованої бригади, учасник війни на сході України[8][9].
- Василенко Василь Якович — лауреат Національної премії України імені Тараса Шевченка, народний артист України.
- Василенко Олександр Васильович — солдат Збройних сил України, старший навідник 1 реактивного артилерійського взводу 2 реактивної артилерійської батареї реактивного артилерійського дивізіону 72-ї окремої механізованої бригади, учасник війни на сході України.
- Василенко Федір Павлович — Герой Соціалістичної Праці, голова колгоспу.
- Денисенко Володимир Терентійович (1930—1984) — народний артист України, український кінорежисер, лауреат Державної премії імені Тараса Шевченка, заслужений діяч мистецтв.
- Дубинець Іван Варфоломійович (Дубина Іван Варфоломійович) — громадсько-політичний діяч, геолог, автор книги спогадів «Горить Медвин» про Медвинське повстання.
- Левченко Борис Митрофанович — заслужений працівник культури УРСР, історик, краєзнавець.
- Митяй Антін Огійович — бандурист, учасник національно-визвольного руху 1917—1921 років, ідеолог Медвинського антибільшовицького повстання.
- Нікіфоренко Володимир Степанович (нар. 1971) — український військовик, генерал-майор, перший заступник голови Державної прикордонної служби України.
- Сидоренко Хома Дмитрович (отаман Лебідь) — очільник Медвинського повстання у 1920 році.

### Поховані
- Наточій Роман Васильович (24.09.1984 - 14.11.2014), солдат, 72 ОМБр, учасник російсько-української війни

## Побут
У селі функціонують: медична амбулаторія зі станцією швидкої допомоги, ліцей I—III ступенів, будинок культури, 2 бібліотеки, ДНЗ, сільська рада, поштове відділення, АЗС, аптека, станції мобільного зв'язку. Проведена газифікація, телефонізація, розвивається туристичний бізнес.

## Цікаві факти
У Медвині написаний роман українського письменника Костянтина Коверзнєва «Ти не прочитаєш цю книжку».
У 2019 році місцевими краєзнавцями засновано освітню ініціативу «Медвин. Повстання», що веде дослідницьку і культурну діяльність зі збереження пам'яті про Медвинське повстання (1919-1922). Тоді ж знято документальний фільм «Медвинське повстання». У 2021 році освітньою ініціативою заснований літературний конкурс імені Івана Дубинця [Архівовано 29 січня 2022 у Wayback Machine.] - уродженця Медвина, письменника і публіциста, автора книги «Горить Медвин».